# Бернхардт, Хорст
Хо́рст Бе́рнхардт (нем. Horst Bernhardt; 26 января 1951, Лейпциг) — немецкий бобслеист, разгоняющий, выступал за сборную ГДР в 1970-х годах. Участник зимних Олимпийских игр в Инсбруке, чемпион мира в зачёте четырёхместных экипажей, обладатель двух бронзовых медалей чемпионата Европы, призёр многих международных турниров и национальных первенств.

## Биография
Хорст Бернхардт родился 26 января 1951 года в Лейпциге. Активно занимался спортом с раннего детства, позже переехал во Франкфурт-на-Одере, где присоединился к знаменитому спортивному клубу «Форвертс». Начиная с двадцати лет показывал неплохие результаты в качестве бобслейного разгоняющего, со временем стал членом экипажа одного из ведущих немецких пилотов Хорста Шёнау, получил возможность выступать на крупнейших международных турнирах.
Вместе с Шёнау они неоднократно становились чемпионами Восточной Германии и благодаря череде удачных выступлений удостоились права защищать честь страны на зимних Олимпийских играх 1976 года в Инсбруке. Бернхардт участвовал в соревнованиях четвёрок, их экипаж, куда также вошли разгоняющие Харальд Зайферт и Раймунд Бетге, после первых заездов показывал неплохое время, но в итоге занял только четвёртое место — до бронзовых медалей им не хватило меньше секунды.
Несмотря на неудачу с Олимпиадой, Бернхардт продолжил участвовать в бобслейных заездах и в 1978 году завоевал золотую медаль на чемпионате мира в американском Лейк-Плэсиде. Состав их четвёрки, по сравнению с заявленным на Олимпийских играх, претерпел некоторые изменения — Раймунд Бетге перешёл в команду пилота Майнхарда Немера, а его место занял молодой разгоняющий польского происхождения Богдан Музиоль. Таким составом они выступили также на чемпионате Европы в австрийском Игльсе, заняли третье место и получили соответственно бронзовые награды.
В 1979 году на европейском первенстве в западногерманском Винтерперге Бернхардт пополнил медальную коллекцию ещё одной бронзой (снова в четвёрках). Харальд Зайферт к тому времени уже покинул команду, и новым разгоняющим вместо него пригласили олимпийского чемпиона Андреаса Кирхнера. Хорст Бернхардт, в свою очередь, пытался отобраться на Олимпийские игры 1980 года в Лейк-Плэсид, но не выдержал конкуренцию со стороны молодых немецких разгоняющих и вынужден был завершить карьеру профессионального спортсмена.